# Капшай Вероніка Ігорівна
Вероніка Ігорівна Капшай (нар. 2 грудня 1986, Львів) — українська тенісистка. Найвища позиція в одиночному рейтингу — 227, досягнута 14 травня 2012. Найвища позиція в парному рейтингу — 114, досягнута 20 квітня 2009.

## Фінали ITF (26–34)

### Одиночний розряд (3–6)
| Легенда          |
| ---------------- |
| Турніри $100,000 |
| Турніри $75,000  |
| Турніри $50,000  |
| Турніри $25,000  |
| Турніри $15,000  |
| Турніри $10,000  |

| Фінали за покриттям |
| ------------------- |
| Тверде (0–1)        |
| Ґрунт (3–3)         |
| Трава (0–1)         |
| Килим (0–1)         |

| Результат | Ранг | Дата            | Категорія | Турнір               | Покриття | Опонент                   | Рахунок            |
| --------- | ---- | --------------- | --------- | -------------------- | -------- | ------------------------- | ------------------ |
| Перемога  | 1.   | 22 травня 2006  | $10,000   | Київ, Україна        | Ґрунт    | Vesna Manasieva           | 6–2, 0–6, 7–5      |
| Поразка   | 1.   | 5 червня 2006   | $10,000   | Варшава, Польща      | Ґрунт    | Galyna Kosyk              | 2–6, 7–6(7–0), 3–6 |
| Перемога  | 2.   | 26 червня 2006  | $10,000   | Харків, Україна      | Ґрунт    | Анна Лапущенкова          | 4–6, 6–2, 6–1      |
| Поразка   | 2.   | 9 жовтня 2006   | $10,000   | Бенікарло, Іспанія   | Килим    | Verdiana Verardi          | 4–6, 4–6           |
| Перемога  | 3.   | 21 травня 2007  | $10,000   | Черкаси, Україна     | Ґрунт    | Kateryna Avdiyenko        | 7–5, 6–1           |
| Поразка   | 3.   | 16 травня 2011  | $25,000   | Москва, Росія        | Ґрунт    | Юлія Путінцева            | 2–6, 1–6           |
| Поразка   | 4.   | 18 лютого 2013  | $25,000   | Muzaffarnagar, Індія | Трава    | Мелані Клаффнер           | 2–6, 0–6           |
| Поразка   | 5.   | 26 травня 2014  | $25,000   | Бухара, Узбекистан   | Тверде   | Акгуль Аманмурадова       | 3–6, 5–7           |
| Поразка   | 6.   | 26 вересня 2016 | $10,000   | Кишинів, Молдова     | Ґрунт    | Ilona Georgiana Ghioroaie | 4–6, 2–6           |

### Парний розряд (23–28)
| Легенда          |
| ---------------- |
| Турніри $100,000 |
| Турніри $75,000  |
| Турніри $50,000  |
| Турніри $25,000  |
| Турніри $15,000  |
| Турніри $10,000  |

| Фінали за покриттям |
| ------------------- |
| Тверде (12–12)      |
| Ґрунт (10–14)       |
| Трава (0–1)         |
| Килим (1–1)         |

| Результат | Ранг | Дата              | Категорія | Турнір                                       | Покриття   | Партнер                          | Опоненти                                            | Рахунок            |
| --------- | ---- | ----------------- | --------- | -------------------------------------------- | ---------- | -------------------------------- | --------------------------------------------------- | ------------------ |
| Поразка   | 1.   | 27 жовтня 2003    | $10,000   | Стамбул, Туреччина                           | Тверде (i) | Susanne Aigner                   | Daria Chemarda Svetlana Mossiakova                  | w/o                |
| Поразка   | 2.   | 24 листопада 2003 | $10,000   | Хайфа, Ізраїль                               | Тверде     | Barbara Pócza                    | Олена Антипіна Ніна Братчикова                      | 5–7, 4–6           |
| Перемога  | 1.   | 12 липня 2004     | $10,000   | Львів, Україна                               | Ґрунт      | Бондаренко Валерія Володимирівна | Anna Sydorska Oksana Uzhylovska                     | 6–3, 4–6, 7–6(7–2) |
| Поразка   | 3.   | 6 червня 2005     | $10,000   | Варшава, Польща                              | Ґрунт      | Олена Чалова                     | Ольга Брозда Наталія Колат                          | 1–6, 4–6           |
| Перемога  | 2.   | 22 травня 2006    | $10,000   | Київ, Україна                                | Ґрунт      | Yana Levchenko                   | Бондаренко Валерія Володимирівна Oksana Uzhylovska  | 6–3, 7–5           |
| Перемога  | 3.   | 11 вересня 2006   | $25,000   | Гливиці, Польща                              | Ґрунт      | Аріна Родіонова                  | Кармен Клашка Юстіна Озга                           | 6–4, 7–5           |
| Поразка   | 4.   | 9 жовтня 2006     | $10,000   | Бенікарло, Іспанія                           | Ґрунт      | Габріела Веласко Андреу          | Nuria Sánchez García Verdiana Verardi               | 4–6, 3–6           |
| Перемога  | 4.   | 16 квітня 2007    | $25,000   | Барі, Італія                                 | Ґрунт      | Коритцева Марія Сергіївна        | Софі Фергюсон Катарина Кашликова                    | 7–5, 6–2           |
| Поразка   | 5.   | 13 серпня 2007    | $50,000   | Пенза, Росія                                 | Ґрунт      | Міхаела Бузернеску               | Софі Лефевр Агнеш Сатмарі                           | 1–6, 2–6           |
| Перемога  | 5.   | 19 листопада 2007 | $25,000   | Ополе, Польща                                | Килим (i)  | Ольга Брозда                     | Lucie Kriegsmannová Darina Šeděnková                | 7–5, 6–3           |
| Перемога  | 6.   | 5 травня 2008     | $50,000+H | Джунія, Ліван                                | Ґрунт      | Ніна Братчикова                  | Крістіна Кучова Штефані Фьоґеле                     | 7–5, 3–6, [10–6]   |
| Поразка   | 6.   | 4 серпня 2008     | $75,000   | Москва, Росія                                | Ґрунт      | Irina Kuzmina                    | Віталія Дяченко Марія Кондратьєва                   | 0–6, 4–6           |
| Поразка   | 7.   | 3 серпня 2009     | $25,000   | Москва, Росія                                | Ґрунт      | Мелані Клаффнер                  | Ekaterina Ivanova Аріна Родіонова                   | 2–6, 2–6           |
| Перемога  | 7.   | 28 вересня 2009   | $25,000   | Тбілісі, Грузія                              | Ґрунт      | Река Луца Яні                    | Татія Мікадзе Манана Шапакідзе                      | 7–5, 0–6, [10–8]   |
| Поразка   | 8.   | 12 жовтня 2009    | $10,000   | Харків, Україна                              | Килим (i)  | Irina Kuzmina                    | Кіченок Людмила Вікторівна Кіченок Надія Вікторівна | 6–2, 2–6, [3–10]   |
| Поразка   | 9.   | 7 червня 2010     | $25,000   | Щецин, Польща                                | Ґрунт      | Юстіна Озга                      | Петра Цетковська Ева Грдінова                       | 6–7(5–7), 3–6      |
| Перемога  | 8.   | 20 вересня 2010   | $25,000   | Телаві, Грузія                               | Тверде     | Агнеш Сатмарі                    | Оксана Калашникова Мелані Клаффнер                  | 6–1, 2–6, [10–8]   |
| Поразка   | 10.  | 21 березня 2011   | $25,000   | Куньмін, КНР                                 | Тверде     | Бурячок Ірина Олегівна           | Аояма Сюко Фудзівара Ріка                           | 3–6, 2–6           |
| Поразка   | 11.  | 16 травня 2011    | $25,000   | Москва, Росія                                | Ґрунт      | Юстина Єгйолка                   | Надія Гуськова Валерія Соловйова                    | 3–6, 6–7(2–7)      |
| Перемога  | 9.   | 13 червня 2011    | $25,000   | Астана, Казахстан                            | Тверде     | Катерина Яшина                   | Тамара Чурович Сабіна Шаріпова                      | 2–6, 6–3, [15–13]  |
| Поразка   | 12.  | 5 вересня 2011    | $50,000   | Саранськ, Росія                              | Ґрунт      | Ева Грдінова                     | Міхаела Бузернеску Теодора Мирчич                   | 3–6, 1–6           |
| Поразка   | 13.  | 4 червня 2012     | $25,000   | Карші, Узбекистан                            | Ґрунт      | Теодора Мирчич                   | Валентина Івахненко Козлова Катерина Ігорівна       | 5–7, 3–6           |
| Поразка   | 14.  | 16 липня 2012     | $25,000   | Астана, Казахстан                            | Тверде     | Катерина Яшина                   | Луксіка Кумхун Варатчая Вонгтінчай                  | 2–6, 4–6           |
| Перемога  | 10.  | 17 вересня 2012   | $25,000   | Йошкар-Ола, Росія                            | Тверде (i) | Гаспарян Маргарита Меликівна     | Бурячок Ірина Олегівна Валерія Соловйова            | 6–4, 2–6, [11–9]   |
| Поразка   | 15.  | 18 лютого 2013    | $25,000   | Muzaffarnagar, Індія                         | Трава      | Юстина Єгйолка                   | Ніча Летпітаксінчай Пеангтарн Пліпич                | 6–3, 4–6, [8–10]   |
| Поразка   | 16.  | 3 червня 2013     | $25,000   | Карші, Узбекистан                            | Тверде     | Теодора Мирчич                   | Гаспарян Маргарита Меликівна Поліна Пєхова          | 2–6, 1–6           |
| Поразка   | 17.  | 10 червня 2013    | $25,000   | Бухара, Узбекистан                           | Тверде     | Ангелина Габуєва                 | Ходзумі Ері Ніномія Макото                          | 6–3, 5–7, [8–10]   |
| Перемога  | 11.  | 1 липня 2013      | $25,000   | Мідделбург, Нідерландські Антильські острови | Ґрунт      | Ксенія Палкіна                   | Фатіма Ан-Набхані Світлана Пироженко                | 6–3, 6–3           |
| Поразка   | 18.  | 26 серпня 2013    | $50,000+H | Казань, Росія                                | Тверде     | Башак Ерайдин                    | Валентина Івахненко Козлова Катерина Ігорівна       | 4–6, 1–6           |
| Поразка   | 19.  | 23 вересня 2013   | $25,000   | Фергана, Узбекистан                          | Тверде     | Міхаела Гончова                  | Кіченок Людмила Вікторівна Поліна Пєхова            | 4–6, 2–6           |
| Поразка   | 20.  | 30 вересня 2013   | $25,000   | Будапешт, Угорщина                           | Ґрунт      | Река Луца Яні                    | Тімеа Бачинскі Ксенія Кноль                         | 6–7(3–7), 2–6      |
| Перемога  | 12.  | 20 січня 2014     | $10,000   | Шарм-еш-Шейх, Єгипет                         | Тверде     | Валентина Івахненко              | Меліс Сезер Іпек Сойлу                              | 3–6, 6–4, [10–5]   |
| Перемога  | 13.  | 27 січня 2014     | $10,000   | Шарм-еш-Шейх, Єгипет                         | Тверде     | Валентина Івахненко              | Поліна Лейкіна Десіпна Папаміхаїл                   | 7–6(7–5), 6–2      |
| Поразка   | 21.  | 24 лютого 2014    | $10,000   | Астана, Казахстан                            | Тверде (i) | Kamila Kerimbayeva               | Альбіна Хабібуліна Ксенія Палкіна                   | 4–6, 5–7           |
| Перемога  | 14.  | 26 травня 2014    | $25,000   | Бухара, Узбекистан                           | Тверде     | Сабіна Шаріпова                  | Нігіна Абдураїмова Акгуль Аманмурадова              | 6–4, 6–4           |
| Перемога  | 15.  | 20 жовтня 2014    | $25,000   | Перт, Австралія                              | Тверде     | Алізе Лім                        | Jessica Moore Еббі Маєрз                            | 6–2, 2–6, [10–7]   |
| Поразка   | 22.  | 2 лютого 2015     | $10,000   | Шарм-еш-Шейх, Єгипет                         | Тверде     | Мелані Клаффнер                  | Анна Моргіна Yuuki Tanaka                           | 6–4, 4–6, [6–10]   |
| Поразка   | 23.  | 27 квітня 2015    | $25,000   | Вісбаден, Німеччина                          | Ґрунт      | Cindy Burger                     | Каролін Даніелс Вікторія Голубич                    | 4–6, 6–4, [6–10]   |
| Перемога  | 16.  | 19 жовтня 2015    | $10,000   | Іракліон, Греція                             | Тверде     | Юлія Вахачик                     | Estelle Cascino María Martínez Martínez             | 6–2, 6–4           |
| Перемога  | 17.  | 7 грудня 2015     | $10,000   | Індаур, Індія                                | Тверде     | Анастасія Васильєва              | Dhruthi Tatachar Venugopal Karman Kaur Thandi       | 6–1, 6–3           |
| Поразка   | 24.  | 22 лютого 2016    | $10,000   | Шарм-еш-Шейх, Єгипет                         | Тверде     | Жакеліне Кабадж Авад             | Elena-Teodora Cadar Oana Georgeta Simion            | 3–6, 2–6           |
| Поразка   | 25.  | 14 березня 2016   | $10,000   | Шарм-еш-Шейх, Єгипет                         | Тверде     | Karin Kennel                     | Анастасія Комардіна Yana Sizikova                   | 6–3, 3–6, [6–10]   |
| Перемога  | 18.  | 21 березня 2016   | $10,000   | Шарм-еш-Шейх, Єгипет                         | Тверде     | Анастасія Шошина                 | Karin Kennel Десіпна Папаміхаїл                     | 6–1, 6–2           |
| Перемога  | 19.  | 15 серпня 2016    | $10,000   | Харків, Україна                              | Ґрунт      | Анастасія Шошина                 | Ілона Кремінь Ganna Poznikhirenko                   | 4–6, 6–4, [11–9]   |
| Поразка   | 26.  | 5 вересня 2016    | $10,000   | Буча, Україна                                | Ґрунт      | Анастасія Шошина                 | Ілона Кремінь Ganna Poznikhirenko                   | 3–6, 2–6           |
| Поразка   | 27.  | 26 вересня 2016   | $10,000   | Кишинів, Молдова                             | Ґрунт      | Angelina Shakhraychuk            | Maryna Kolb Nadiya Kolb                             | 7–5, 5–7, [6–10]   |
| Перемога  | 20.  | 3 жовтня 2016     | $10,000   | Кишинів, Молдова                             | Ґрунт      | Angelina Shakhraychuk            | Estelle Cascino Кіра Шрофф                          | 6–3, 3–6, [10–4]   |
| Перемога  | 21.  | 25 лютого 2017    | $15,000   | Шарм-еш-Шейх, Єгипет                         | Тверде     | Julia Terziyska                  | Пемра Озген Ана Врлич                               | 6–3, 2–6, [10–7]   |
| Перемога  | 22.  | 4 березня 2017    | $15,000   | Шарм-еш-Шейх, Єгипет                         | Тверде     | Юлія Вахачик                     | Пемра Озген Ана Врлич                               | 6–4, 2–6, [10–5]   |
| Поразка   | 28.  | 23 квітня 2017    | $15,000   | Шимкент, Казахстан                           | Ґрунт      | Alexandra Perper                 | Ілона Кремінь Яна Сізікова                          | 6–7(2–7), 1–6      |
| Перемога  | 23.  | 6 серпня 2017     | $15,000   | Івано-Франківськ, Україна                    | Ґрунт      | Maryna Chernyshova               | Elena-Teodora Cadar Олександра Корашвілі            | 4–6, 6–2, [11–9]   |

## Виноски
1. ↑  Player Profile // WTA website